# Fernand Houde
Fernand Houde, né à Saint-Marc-des-Carrières, le 3 février 1924 et décédé à Sillery le 2 janvier 1989, est un homme politique québécois.
Fernand Houde fait ses études à Québec et obtient un baccalauréat en sciences commerciales de l’Université Laval en 1945. Il exerce le métier de comptable et devient, en 1961, président d’une entreprise de construction de la ville de Québec.
Ancien président de l'Association libérale du comté de Limoilou, il est élu député du Parti libéral du Québec dans ce même comté à l’élection générale du 29 avril 1970, l’emportant sur son adversaire de l’Union nationale, Armand Maltais. Fernand Houde est réélu à l’élection générale du 29 octobre 1973, qui donne au gouvernement libéral de Robert Bourassa la plus importante majorité parlementaire dans l'histoire du Québec avec 102 sièges sur 110.
Il est défait par le candidat du Parti québécois, Raymond Gravel, à l’élection générale du 15 novembre 1976, alors que le Parti québécois dirigé par René Lévesque prend le pouvoir pour la première fois,.